# Fritz Schulz jun. AG
Die Fritz Schulz jun. AG Chemische Fabriken und Kieselkreidebergwerke, Blechemballagen- und Kartonagenfabriken war ein Hersteller von Reinigungs-, Pflege- und Schädlingsbekämpfungsmitteln und Verpackungen in Leipzig; sie wurde 1878 als oHG Fritz Schulz jun., Leipzig gegründet.

## Firmengeschichte

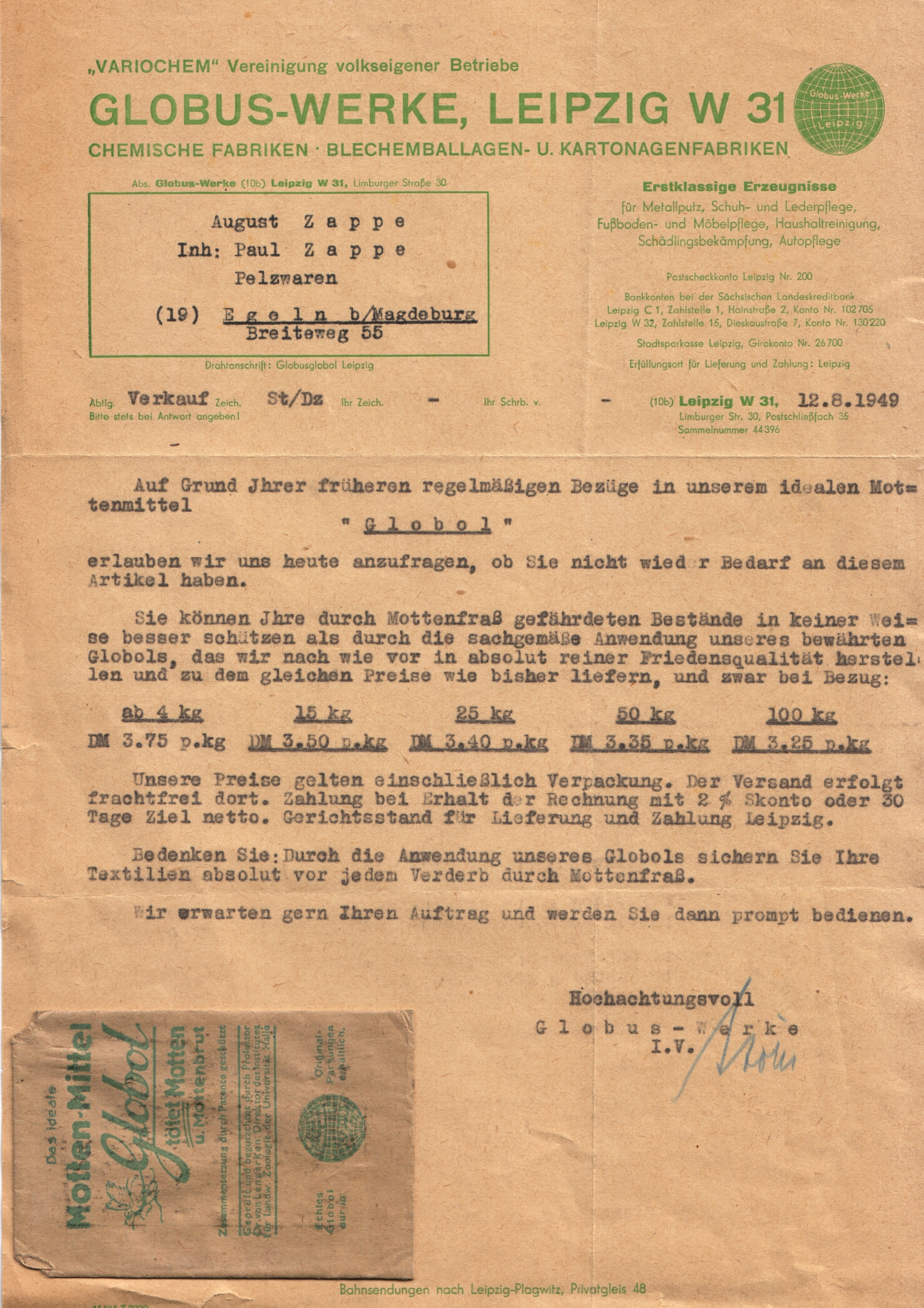
Werbebrief der volkseigenen Globus-Werke aus dem Jahr 1949

Der Bau der Bahnstrecke Ingolstadt–Neuoffingen in den Jahren 1873 und 1874 brachte in Neuburg (Donau) einen großen Aufschwung bei der Kieselkreidegewinnung. So begannen die 1893 gegründeten Vereinigten Neuburger Kreidewerke Schulz & Philipp mit der Kieselkreidegewinnung. Mit dem wirtschaftlichen Erfolg ließ die Vereinigung der Firmen und der Übergang in eine Aktiengesellschaft zu Beginn des Jahres 1900 nicht lange auf sich warten. Die Fritz Schulz jun. AG besaß die Tochterunternehmen Fritz Schulz jun. Comp. in Lincoln bei New York und The Globe Polish Co. Ltd. in Stratford (London). Diese wurden aber im Ersten Weltkrieg beschlagnahmt. Das führte zu einem großen Absatzrückgang. Es bestanden danach nur noch das Hauptwerk in Leipzig und das Kieselkreidebergwerk in Neuburg sowie eine Beteiligung an der Fritz Schulz jun. AG in Aussig (Sudetengau).
1949 erfolgte die Verstaatlichung und Umfirmierung in Chemisch-technischer Betrieb VEB Globus-Werke Leipzig. Später gab es noch diverse Umbenennungen in VEB Aerosol-Automat Karl-Marx-Stadt, Betriebsteil Leipzig, VEB Wittol Wittenberg, Betriebsteil Autopflegemittelfabrik Leipzig und VEB Otto Grotewohl Böhlen, Betriebsteil Autopflegemittel Leipzig. Nach der Reprivatisierung des VEB Otto Grotewohl wurde die Produktion unter dem Dach der Sächsischen Olefinwerke AG Böhlen weitergeführt. Danach wurden die Produktionsstätten der ehemaligen Fritz Schulz jun. AG stillgelegt.

## Geschäftsführung

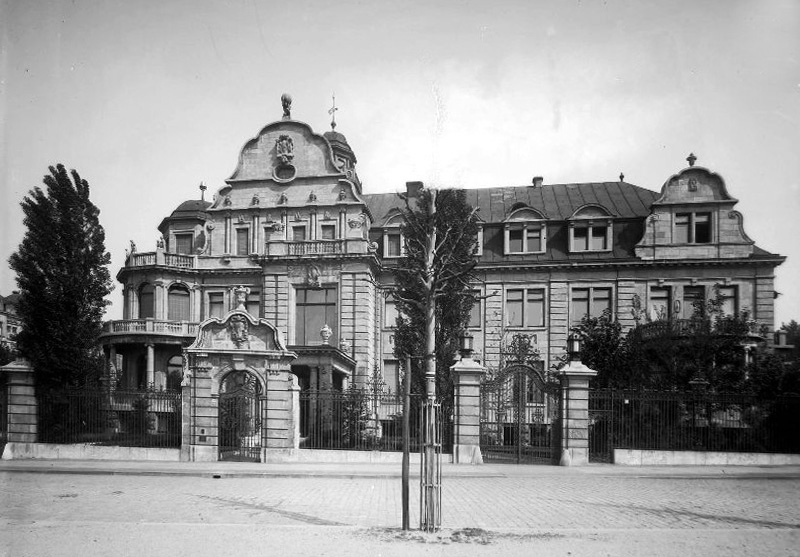
Villa in der Kaiserin-Augusta-Straße (um 1920)

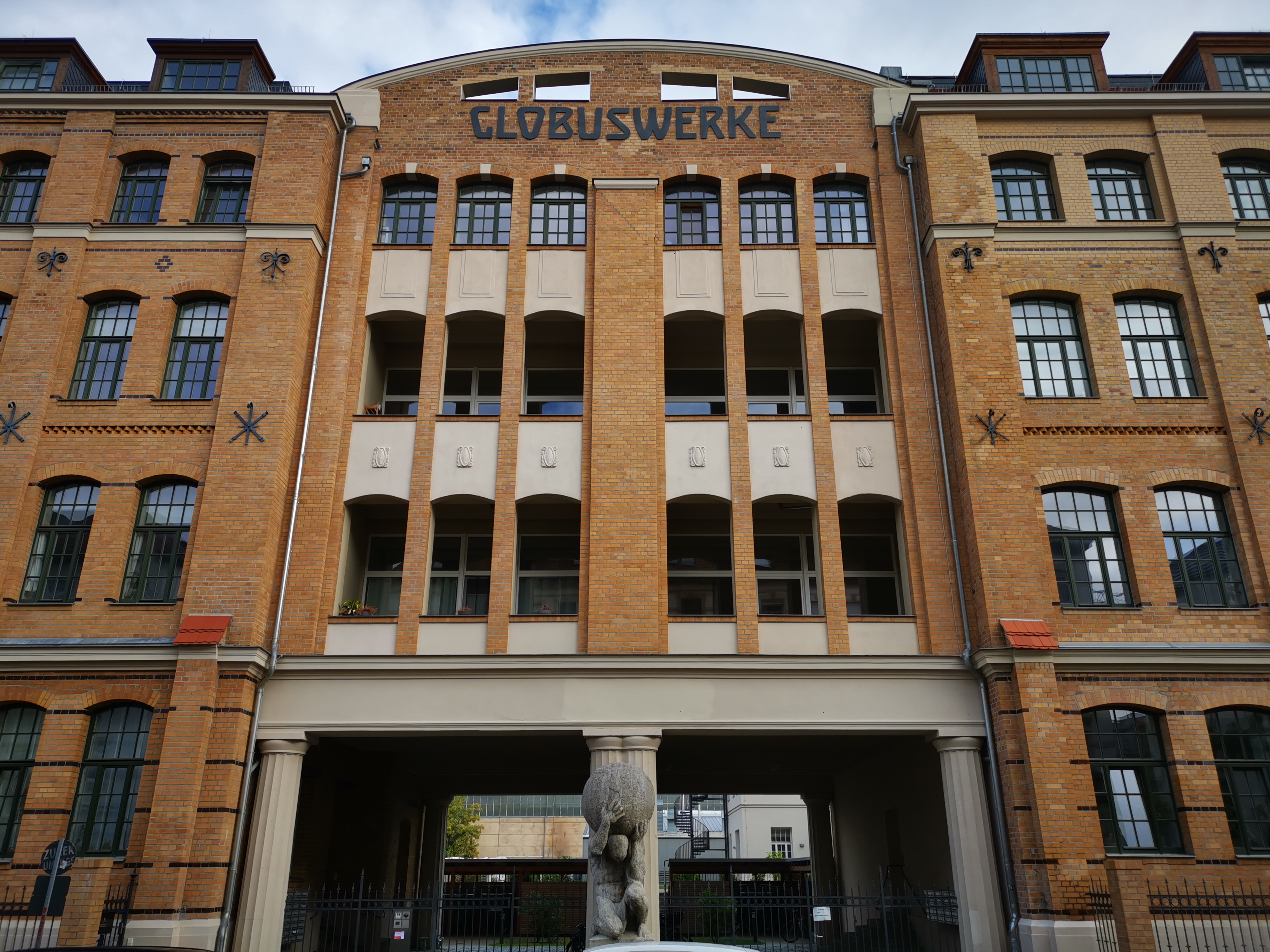
Eingangsbereich der restaurierten Globuswerke in der Limburger Straße 2019

Vorstandsmitglieder der Aktiengesellschaft waren im Jahre 1942 die Brüder Fritz Gustav Max von Philipp und Dr. rer. nat. Hans Waldemar von Philipp. Fritz von Philipp war außerdem Königlich Bulgarischer Generalkonsul, Dr. Hans von Philipp Königlich Bayerischer Generalkonsul und Königlich Bayerischer Hofrat. Beide ließen sich 1910/1911 nach den Plänen von Otto Paul Burghardt eine schlossähnliche Villa erbauen. Von diesem 17-achsigen Gebäude in der ehemaligen Kaiserin-Augusta-Straße 19 (heute Richard-Lehmann-Straße) ist nur noch die unter Denkmalschutz stehende Einfriedung des Parkgeländes mit schmiedeeisernem Zaun erhalten geblieben. Im ehemaligen Park befindet sich heute ein modernes Polizeirevier. Schräg gegenüber diesem großen Grundstück befand sich das Verwaltungsgebäude der Firma Fritz Schulz jun. AG, das außerdem das Bulgarische Konsulat und einen von F. und H. von Philipp geführten Verlag beherbergte.
Der Vater von Fritz und Hans von Philipp, der in Triebel (Niederlausitz) geborene, später geadelte Gustav Adolph Ritter von Philipp, heiratete die aus einer erfolgreichen Leipziger Unternehmerfamilie stammende Bertha Amalie Anna Schulz (1854–1907). Die Asche des am 7. Juli 1925 in Neuburg (Donau) verstorbenen Gustav von Philipp wurde bereits vier Tage nach seinem Tod nach Leipzig überführt und dort auf dem Neuen Johannisfriedhof beigesetzt bis man die Urne 1928 in eine Gruft auf dem Südfriedhof verlegte. Dort ist noch heute das von Carl Seffner 1927 als seine vermutlich letzte Grabmalsschöpfung geschaffene Grabdenkmal aus Untersberger Marmor zu finden.

## Firmensitz und Fabrikgebäude
Die auch Globus-Werke genannte Firma mit Sitz in der Leipziger Hardenbergstraße 11 besaß ein 1897 errichtetes Produktionsgebäude in Leipzig-Plagwitz. Dieser Fabrikkomplex, der 1905 und 1909/11 erweitert wurde, befindet sich in der Limburgerstraße 30, erlitt aber im Zweiten Weltkrieg erhebliche Beschädigungen. Die Gebäude, die mit damals sehr modernen Eisenbetonrippendecken ausgestattet sind, verfügen über viele Schmuckelemente am Bau, davon besonders beachtenswert ist der Eingangsbereich mit einer monumentalen Atlas-Plastik, die den namensgebenden Globus trägt.
Seit der Fabrikschließung im Jahr 1995 ist das Fabrikgelände ungenutzt. Das Gebäude erfährt seither dem äußeren Anschein nach keinerlei Sanierungsmaßnahmen und weist mittlerweile deutliche Spuren des Verfalls auf. Jedoch sollen nach der ins Auge gefassten Sanierung künftig Wohnungen entstehen.

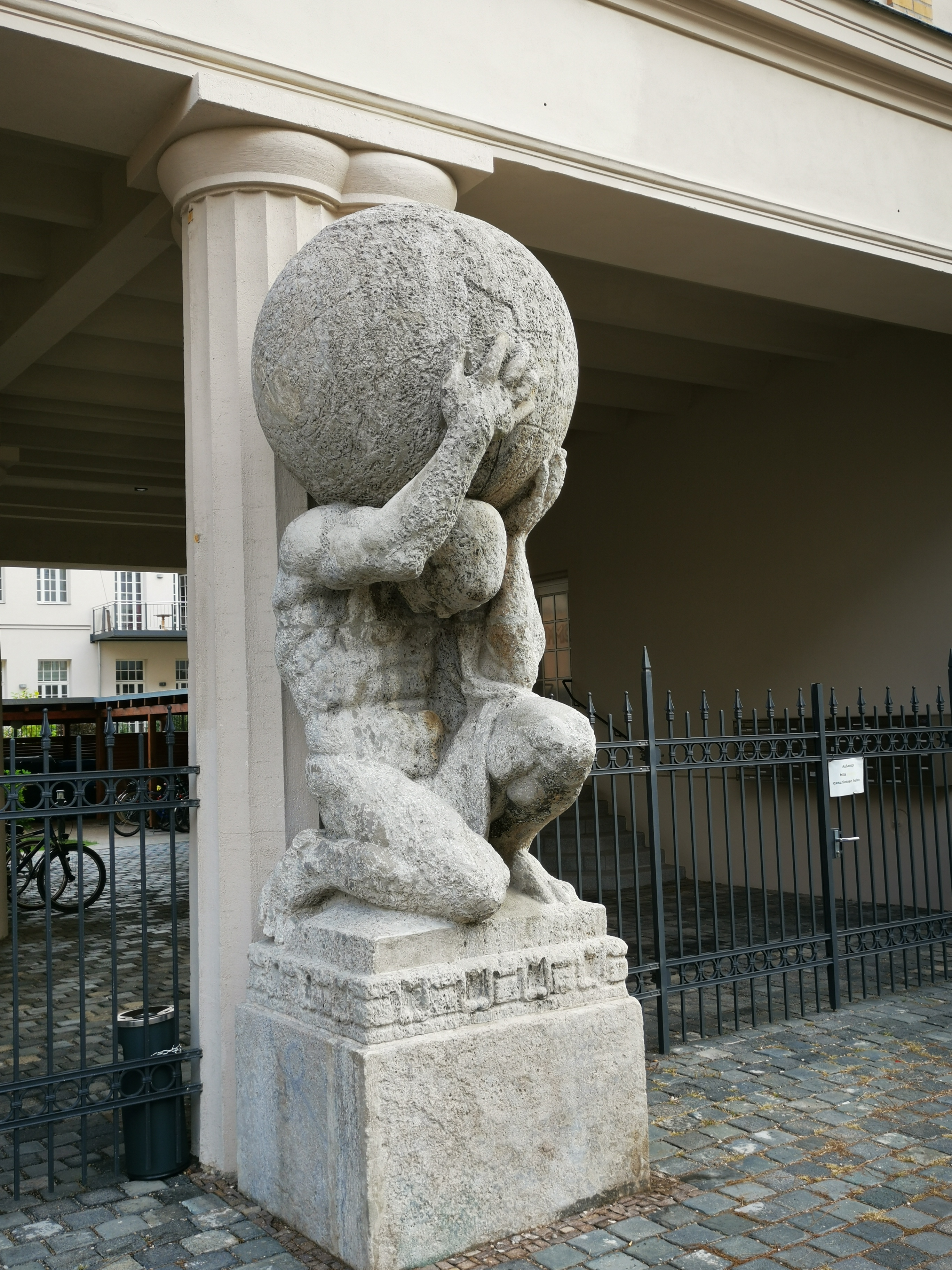
Atlasfigur am Eingang der Globuswerke 2019

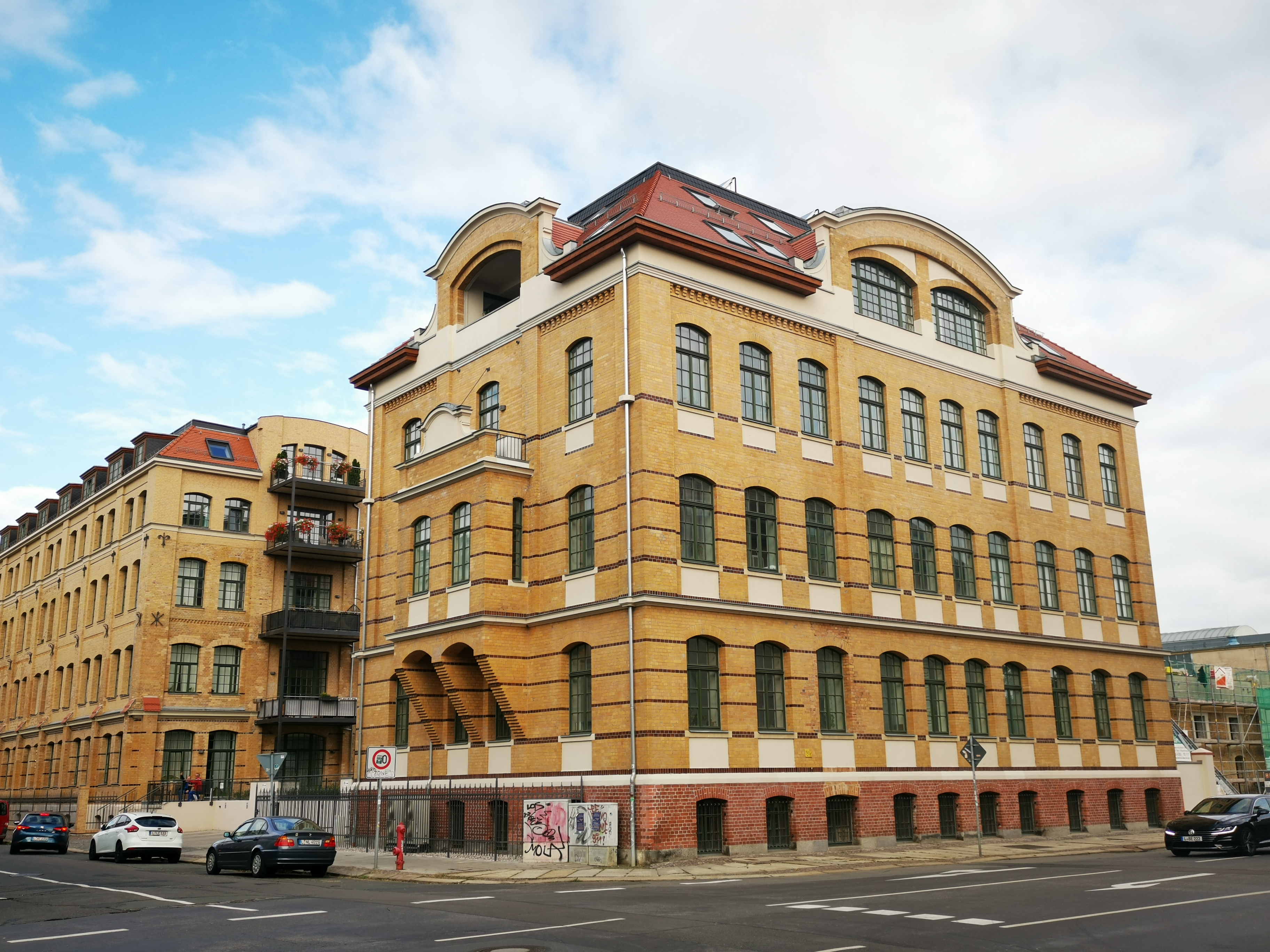
Globuswerke Nebengebäude Südseite 2019

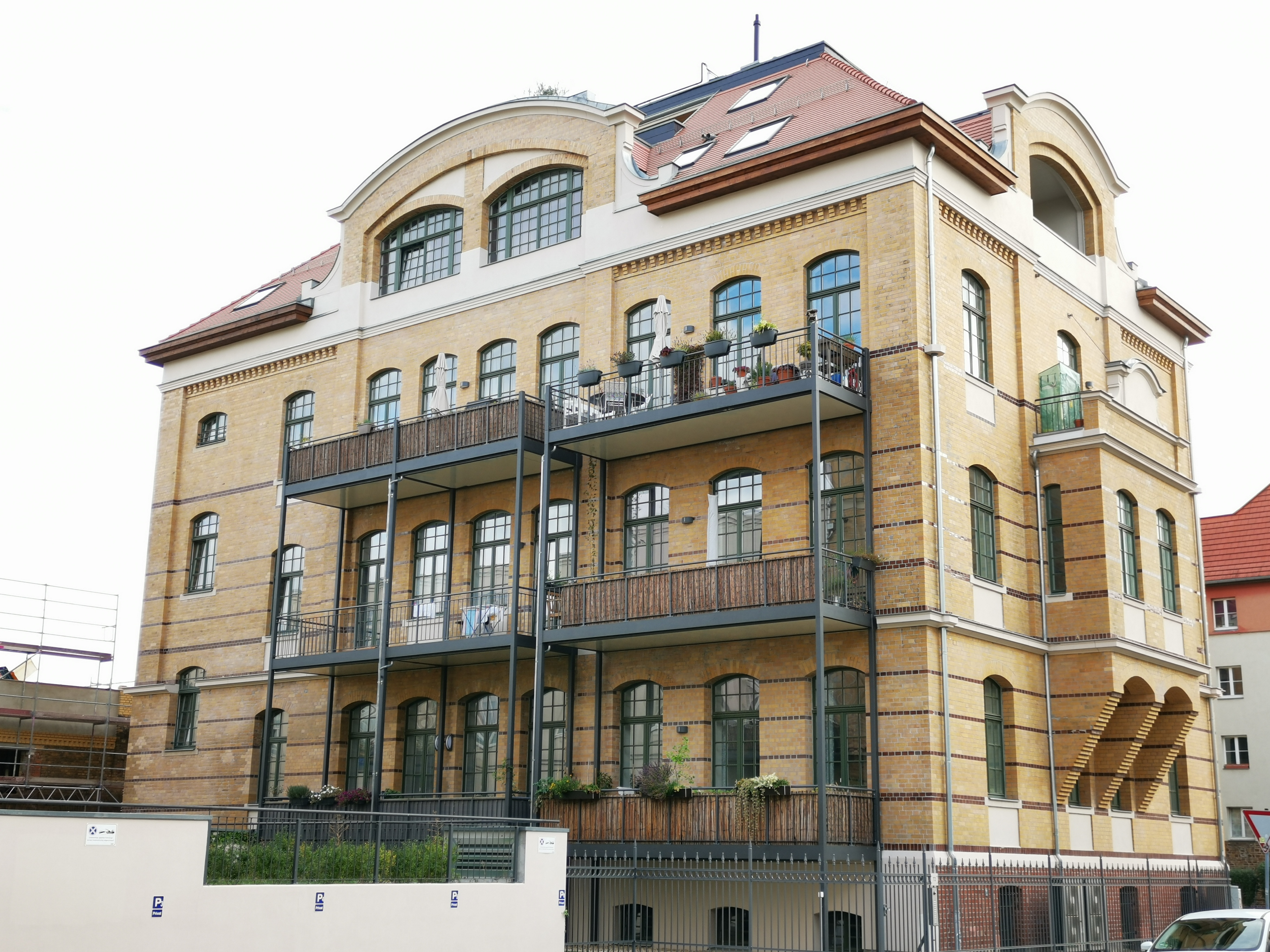
Globuswerke Nebengebäude Nordseite 2019

Der gesamte Gebäudekomplex wurde 2016 umfassend saniert und bietet heute mehrere Wohneinheiten.

## Produkte
Deutschlandweit bekannt wurde die Firma vor allem durch die Herstellung von Reinigungs- und Pflegeprodukten. Zum Sortiment der Firma gehörten Putzextrakte, feste und flüssige Leder- und Metallputzmittel, Putzseifen, Putzpulver, Glanzstärken, Mottenmittel, Bohnerwachs, Waschpulver, Autopolitur und andere chemische Erzeugnisse, aber auch Blechemballagen, Kartonagen und Kisten.
Warenzeichen der Fritz Schulz jun. AG waren:
| für Metall-Putz                  | Globus-Putzextrakt              | gibt dauerhaften Hochglanz                                                              |
| für Metall-Putz                  | Geolin                          | gibt dauerhaften Hochglanz                                                              |
| für Metall-Putz                  | Geol                            | Metall-, Fenster- und Spiegelputz in Flaschen                                           |
| für Metall-Putz                  | Globus-Putzseife                | putzt Metalle, Marmor, Glas                                                             |
| für Metall-Putz                  | Globus-Silberseife              |                                                                                         |
| für Metall-Putz                  | Globus-Silberputzpulver         | zum Reinigen und Polieren von echten und unechten Metallen usw.                         |
| zur Haushalt- und Händereinigung | Globus-Scheuerpulver Blitzblank | lose und in Papierbeuteln, das Reinigungsmittel für Haushalt und Werkstatt              |
| zur Haushalt- und Händereinigung | Glob                            | Scheuerpulver mit chemischen Zusätzen                                                   |
| zur Haushalt- und Händereinigung | Globus-Messerputz-Pulver        | reinigt und poliert Messer, Gabeln, Scheren usw.                                        |
| zur Haushalt- und Händereinigung | Globus-Aluminium-Putz           |                                                                                         |
| zur Haushalt- und Händereinigung | Globo-Seife                     | die Handseife für Küche und Werkstatt                                                   |
| für Ofen- und Herdputz           | Globeline                       | fest und flüssig, gibt eisernen Öfen und Ofenteilen herrlichen, tiefschwarzen Hochglanz |
| für Ofen- und Herdputz           | Globeline-Extrakt               | dickflüssige Ofenglanz-Creme von hervorragender Glanzwirkung                            |
| für Ofen- und Herdputz           | Globus-Herdputz                 | reinigt und poliert blanke Herdplatten                                                  |
| für Ofen- und Herdputz           | Globus-Silberbronze             | der wetter- und hitzebeständige Schutzanstrich                                          |
| zur Möbelpflege                  | Glob-Politur                    | die ideale Möbelpflege                                                                  |
| zur Fußbodenpflege               | Bohnerwachs Globella            | fest und flüssig, zur Pflege von Parkett und Linoleumfußböden                           |
| zur Fußbodenpflege               | Globus-Wachs-Beize              | Farb-Bohnerwachs, fest und flüssig, zum Auffrischen und Bohnern von Holzfußböden usw.   |
| zur Fußbodenpflege               | Globella-Zerstäuber             | zum Auftragen von flüssigem Bohnerwachs                                                 |
| zur Fußbodenpflege               | Globella-Mop-Politur            | in Blechflaschen                                                                        |
| zur Schuh- und Lederpflege       | Globin Edelschuhpflege          | die vorzügliche Terpentinölware mit besten Wachsen                                      |
| zur Schuh- und Lederpflege       | Global                          | in Dosen und Tuben, reinigt und poliert verblüffend den farbigen und schwarzen Schuh    |
| zur Schuh- und Lederpflege       | Global-Leinenschuh-Pflege       | in Tuben und Flaschen, Auffrischungsmittel für Leinen- und Tennisschuhe                 |
| zur Schuh- und Lederpflege       | Jura                            | beliebter, guter und billiger Schuhputz                                                 |
| zur Schuh- und Lederpflege       | Globus-Lederfett                | Ia Oelware                                                                              |
| zur Schuh- und Lederpflege       | Globus-Lederoel                 | macht das Leder wasserdicht, geschmeidig und haltbar                                    |
| zur Schuh- und Lederpflege       | Globus-Marschstiefel-Paste      | gibt Glanz und fettet                                                                   |
| zur Schuh- und Lederpflege       | Globin flüssig                  | für feinfarbige Schuhe, Lackschuhe und Lederwaren                                       |
| zur Schuh- und Lederpflege       | Globin-Lederschwärze            | zum Umfärben von Schuhen und Lederwaren                                                 |
| zur Insekten-Vertilgung          | Globol                          | fest und flüssig, tötet Motten samt Mottenbrut und andere Insekten                      |
| zur Insekten-Vertilgung          | Globus-Fliegenfänger            | in millionenfach bewährter Qualität                                                     |
| für die Wäsche                   | Globus-Brillant-Glanzstärke     | gibt schönste Plättwäsche                                                               |
| für die Wäsche                   | Globus-Waschblau                | in Stoffbeuteln                                                                         |
| für die Wäsche                   | Globus-Fleckenwasser            | entfleckt rasch und sicher                                                              |
| für die Wäsche                   | Globus-Rostfleck-Entferner      | entfernt Rostflecken, ohne dem Gewebe zu schaden                                        |
| zur Auto-Pflege usw.             | Politur Globo                   | gibt Auto-Karosserien prächtigen Hochglanz                                              |
| zur Auto-Pflege usw.             | Schleif-Paste Globo             | zum Vorschleifen von Hartlackflächen                                                    |
| zur Auto-Pflege usw.             | Globus-Auto-Glanz               | zur regelmäßigen Wagenpflege                                                            |
| zur Auto-Pflege usw.             | Globus-Auto-Wäsche              | die Schnellwäsche für Garagen und Selbstfahrer                                          |
| zur Auto-Pflege usw.             | Globo-Auto-Metallputz           | Spezial-Metallputz                                                                      |
| zur Auto-Pflege usw.             | Globo-Seife                     | die Handseife für Garage und Werkstatt                                                  |
| zur Auto-Pflege usw.             | Globo-Teer-Entferner            |                                                                                         |

All diese Produktnamen lassen sich auf den Namenszusatz Globus-Werke zurückführen. In Sammlerkreisen sind noch heute Emailleschilder mit der Abbildung von Globin-Dosen sehr begehrt.
Nach der Verstaatlichung wurden vor allem Autopflegemittel und -betriebsstoffe (Bremsflüssigkeit, Stoßdämpferöl) der Marke Karipol sowie diverse Reinigungsmittel wie Klarofix und die Universalpolierpaste Elsterglanz hergestellt.